# Cattedrale di Aix
La cattedrale di San Salvatore (in francese: Cathédrale Saint-Sauveur) è il principale luogo di culto cattolico di Aix-en-Provence, nel dipartimento delle Bocche del Rodano, in Francia, chiesa madre dell'arcidiocesi di Aix e basilica minore.
Sorta nel sito di un antico tempio pagano dedicato ad Apollo e poi della cattedrale di Santa Maria Maggiore, distrutta durante le invasioni saracene, venne edificata in due fasi: quella romanica tra l'XI e il XIII secolo, quella gotica nel XVI secolo. Dal 1840 è monumento storico di Francia.

## Descrizione

### Misure e dimensioni
| Parametro                        | Misura |
| -------------------------------- | ------ |
| Lunghezza                        | 70 m   |
| Larghezza                        | 46 m   |
| Altezza del portale              | 46 m   |
| Altezza del campanile            | 64 m   |
| Altezza delle volte della navata | 20 m   |

### Esterno

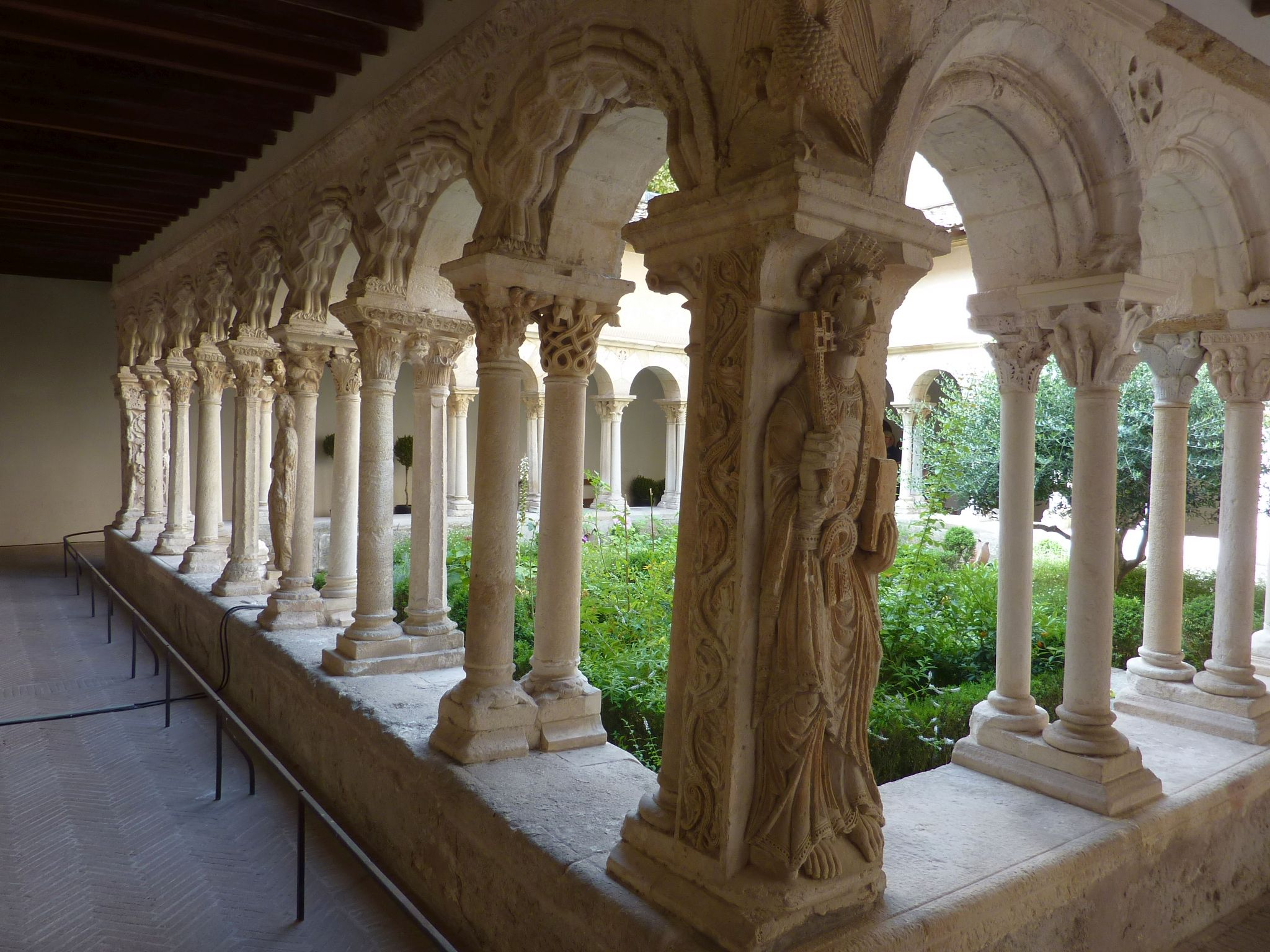
Chiostro

Nella facciata è possibile vedere la parte nuda della vecchia chiesa romanica (XII secolo), che ne costituisce oggi la navata destra; il portale, dai battenti lignei e la parte superiore gotica con sette sculture (XVI secolo).
Le ante del portale, in noce, furono scolpite nel 1504 dai fratelli di Aix, Raymond e Jean Bouilly, mentre le raffigurazioni di Isaia e Geremia della porta destra, ed Ezechiele e Daniele della porta sinistra, sono dello scultore Tolonese Jean Guiramand. Recentemente sono state nascoste con copie del XIX secolo per proteggerle dalle intemperie.
La facciata è fiancheggiata sul lato nord da una torretta incompiuta. Intorno alla cattedrale, ma in adesione, sorgono la residenza degli arcivescovi, il mirabile chiostro romanico e il campanile con coronamento gotico eseguito fra il 1323 e il 1425.

### Interno

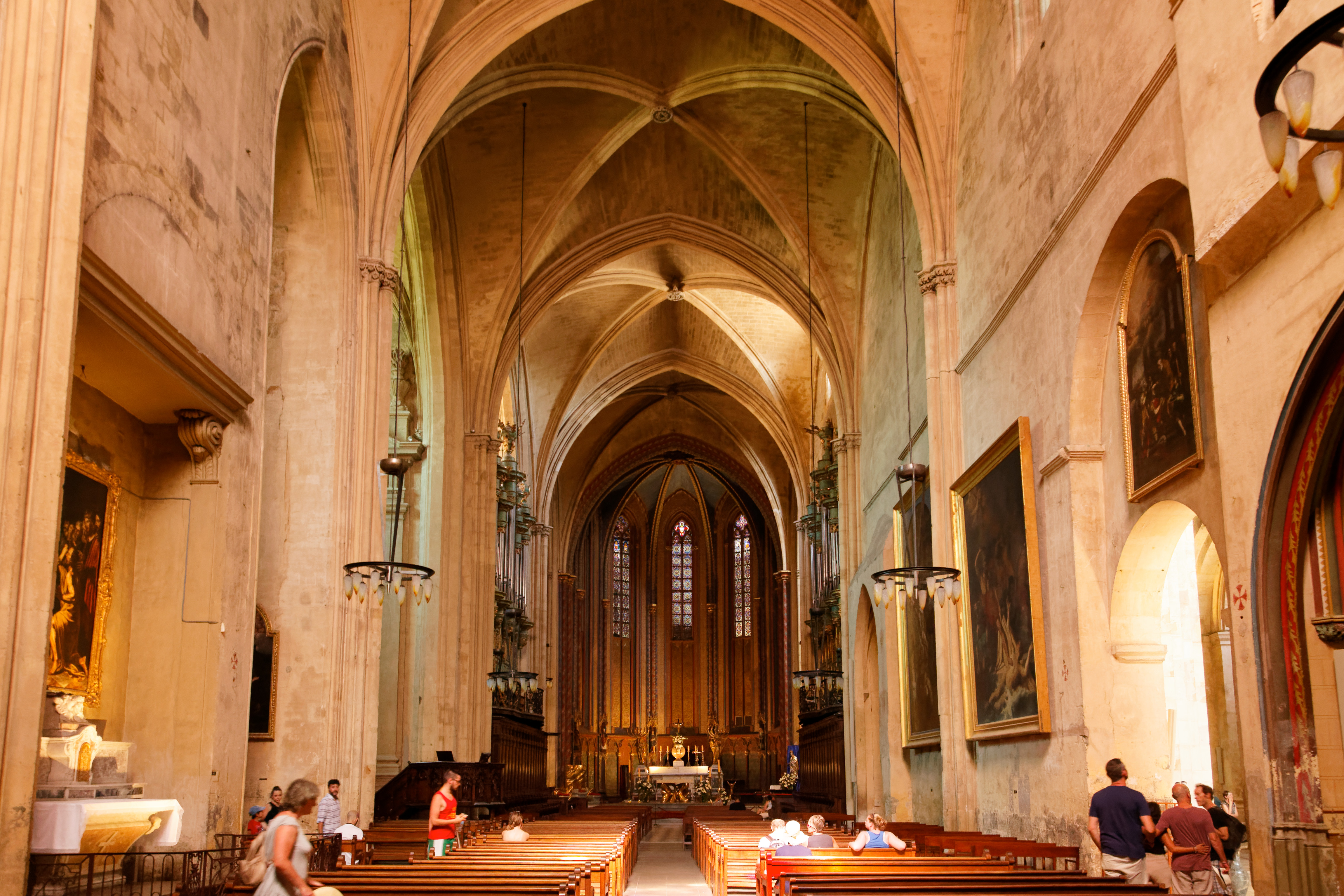
Interno

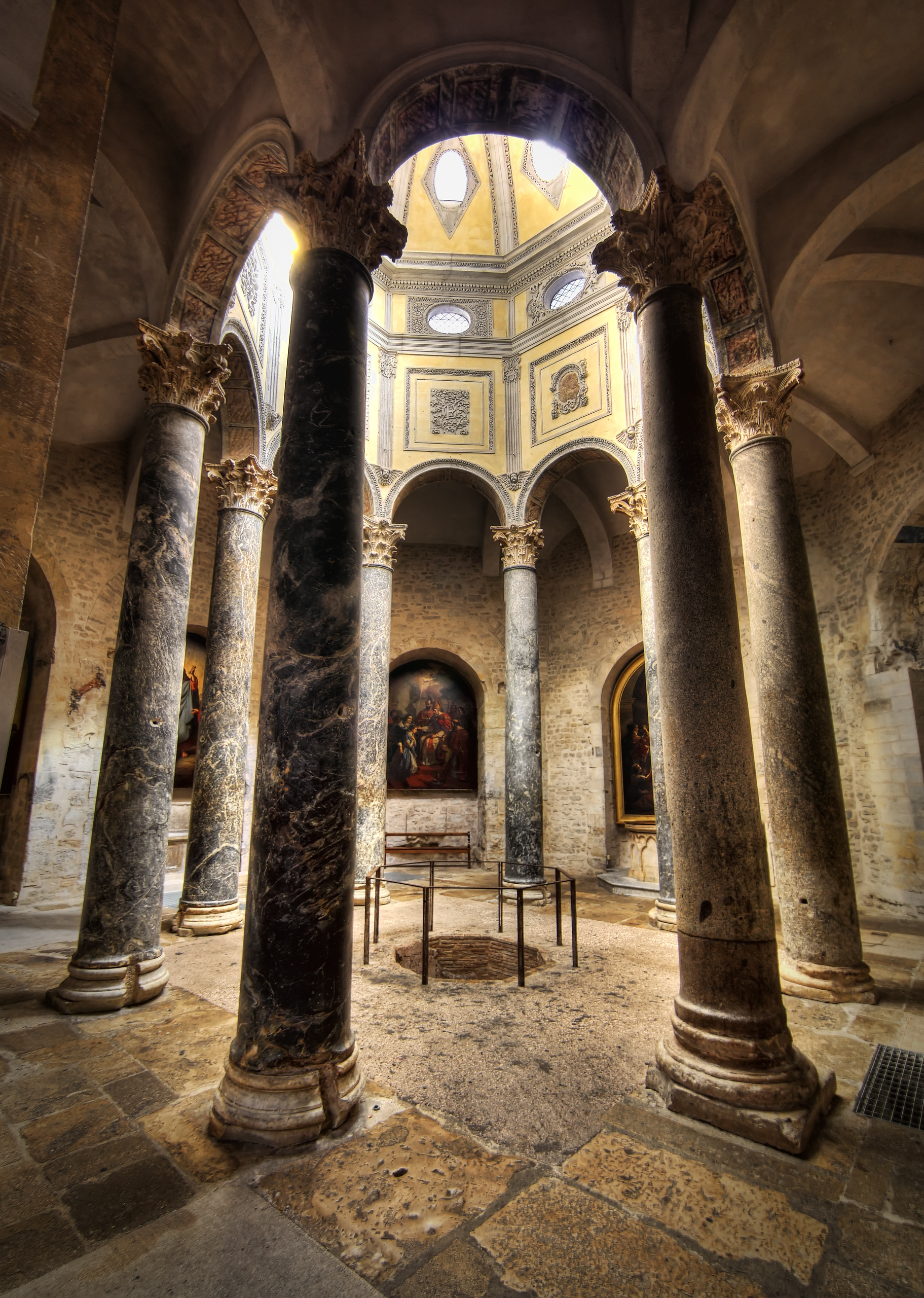
Battistero

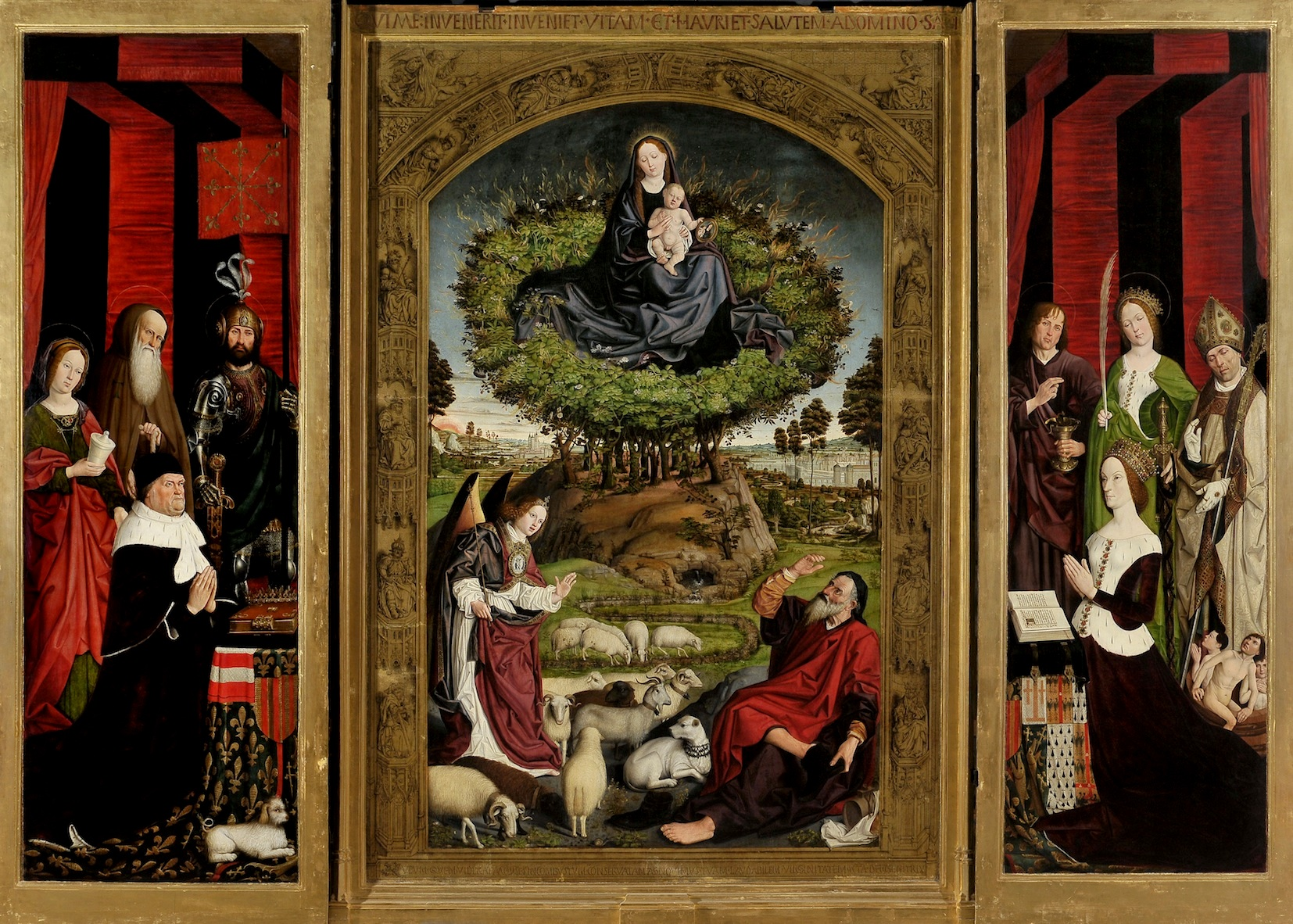
Nicolas Froment, Trittico del Roveto ardente (1476)

L'interno, diviso in tre navate, di cui quella destra è costituita dalla primitiva chiesa romanica, costituisce un singolare insieme di stili diversi. 
Nei pennacchi della cupola della navata romanica sono presenti quattro sculture della metà del XII secolo che rappresentano i quattro simboli degli Evangelisti con iscrizioni latine.
Dalla navata romanica si accede al battistero, costruito a cavallo del V e VI secolo. Coronato da tiburio ottagonale nel 1579 dal canonico Jean de Léone, presenta una cupola sostenuta da colonne d'epoca romana. La vasca è di epoca merovingia, sotto le lastre del pavimento sono collocate le sepolture di canonici e arcivescovi. Nella nicchia a sudovest pittura murale dell'inizio del XIII secolo raffigurante la veste di Santa Chiara e il lunedì delle Palme, nelle sette nicchie dei quadri dei sette sacramenti (1846-49) di sette diversi pittori avignonesi: Jean-Baptiste Martin, Joseph Richaud, Joseph Gilbert, François Latil, Antoine Coutel, Alphonse Angelin e Léontine Tacussel.
Nell'abside si nota il decoro neogotico (1857-62) del pittore Revoil e le vetrate (1860-61) dell'Atelier Didron; ai lati le due cappelle di Nostra Signora della Speranza dell'architetto Laurent Vallon, e la cappella del Corpus Domini, sormontata dall'affresco Trasfigurazione di Cristo, opera del 1693 del pittore André Boisson.
Tra le cappelle si nota la cappella dei Santi Cosma e Damiano (XVI secolo) nella quale sono presenti il sarcofago del santo di Aix, Saint Mitre, due leoni in marmo provenienti dalla tomba d'Hubert de Vins, due sculture di Charles Desbordes, e delle colonnette con capitelli di marmo dell'oratorio di San Saverio.
Nella cappella di Sant'Anna, si nota l'altare degli Aygosi in pietra (1470 circa) dello scultore Audinet Stéphani, che comprende la tavola sormontata da un falso tabernacolo, un tabernacolo con la figura di Cristo e un retablo in pietra con sei figure e il Cristo in croce che lo domina.
L'interno contiene altre opere d'arte tra le quali spiccano la Trasfigurazione di Saverio di Jean Daret figlio, la Cena di Jean Daret padre, l'Incredulità di San Tommaso di Finsonius, il Trionfo della fede, la Resurrezione di Lazzaro di Christophe Veyrier e diciassette arazzi (XVI secolo) del pittore fiammingo Quentin Metsys.
Interessanti anche altre vetrate dell'Atelier Didron: nel timpano della navata gotica, il Trionfo della fede (1858), nel timpano del transetto sud, la vetrata della Speranza (1863) e, nella cappella del Sacro Cuore, vetrata degli Angeli (1866).
In fondo al braccio sinistro del transetto si apre la cappella di San Lazzaro, dove è accolto il capolavoro provenzale noto come il Trittico del Roveto ardente, opera dell'artista avignonese Nicolas Froment. Fu commissionato nel 1476 dal conte di Provenza, e re di Napoli, Renato d'Angiò. Il pannello centrale rappresenta la Vergine e il Bambino sul roveto ardente con in primo piano, a destra, Mosè. Gli altri pannelli rappresentano il re Renato d'Angiò e sua moglie Jeanne de Laval, in posizione di preghiera.

### Organi a canne
Nella cattedrale si trovano due organi a canne.
L'organo maggiore è situato sulla cantoria che sovrasta gli stalli lignei di sinistra del coro, mentre al di sopra di quelli di destra vi è una seconda cassa, identica ma priva di materiale fonico. Lo strumento venne costruito da Jean-Esprit Isnard tra il 1743 e il 1745 e, nel corso del XIX secolo, notevolmente alterato da vari organari tra i quali Ducroquet (nel 1849) e Cavaillé-Coll (nel 1880), nonché da Merklin nel 1917. Restauri con importanti modifiche furono condotti nel 1972 e nel 2001. L'organo è a trasmissione meccanica (con leva Barker per la seconda tastiera) e dispone di 40 registri; la sua consolle, a finestra, ha tre manuali e pedaliera. La cassa, riccamente decorata in stile barocco, è monumento storico di Francia.
Un secondo organo è collocato a pavimento al centro dell'abside, alle spalle dell'altare maggiore barocco; fu realizzato da Metzler nel 1974 a trasmissione meccanica e nel 2001 elettrificato. Ha 13 registri su due manuali e pedali ed è privo di cassa.